# Adapantus nitens
Adapantus nitens är en insektsart som först beskrevs av Lucien Chopard 1954.  Adapantus nitens ingår i släktet Adapantus och familjen vårtbitare. Inga underarter finns listade i Catalogue of Life.